# Casey Reibelt
Casey Lisa Reibelt (* 15. Januar 1988 in Brisbane) ist eine australische Fußballschiedsrichterin.

## Werdegang
Seit 2014 steht sie auf der Liste der FIFA-Schiedsrichter und leitet internationale Fußballpartien.
Reibelt war Schiedsrichterin beim Algarve-Cup 2017 und Algarve-Cup 2018.
Bei der Weltmeisterschaft 2019 in Frankreich leitete Reibelt mit ihren Assistentinnen Lee Seul-gi und Maiko Hagio ein Gruppenspiel.
Zudem wurde sie als Videoschiedsrichterin für die U-17-Weltmeisterschaft 2022 in Indien nominiert.
Bei der Weltmeisterschaft 2023, die in ihrem Heimatland und Neuseeland ausgetragen wird, gehört sie ebenfalls zum Aufgebot der Spieloffiziellen.

## Einsätze bei Turnieren

### Fußball-Weltmeisterschaft 2019
| Phase        | Datum         | Spielort     | Heimmannschaft | Gastmannschaft | Ergebnis  |
| ------------ | ------------- | ------------ | -------------- | -------------- | --------- |
| Gruppenphase | 15. Juni 2019 | Valenciennes | Niederlande    | Kamerun        | 3:1 (1:1) |

### Fußball-Weltmeisterschaft 2023
| Phase        | Datum         | Spielort   | Heimmannschaft | Gastmannschaft | Ergebnis  |
| ------------ | ------------- | ---------- | -------------- | -------------- | --------- |
| Gruppenphase | 21. Juli 2023 | Wellington | Spanien        | Costa Rica     | 3:0 (3:0) |
| Gruppenphase | 1. Aug. 2023  | Adelaide   | China          | England        | 1:6 (0:3) |